# Ron Geesin

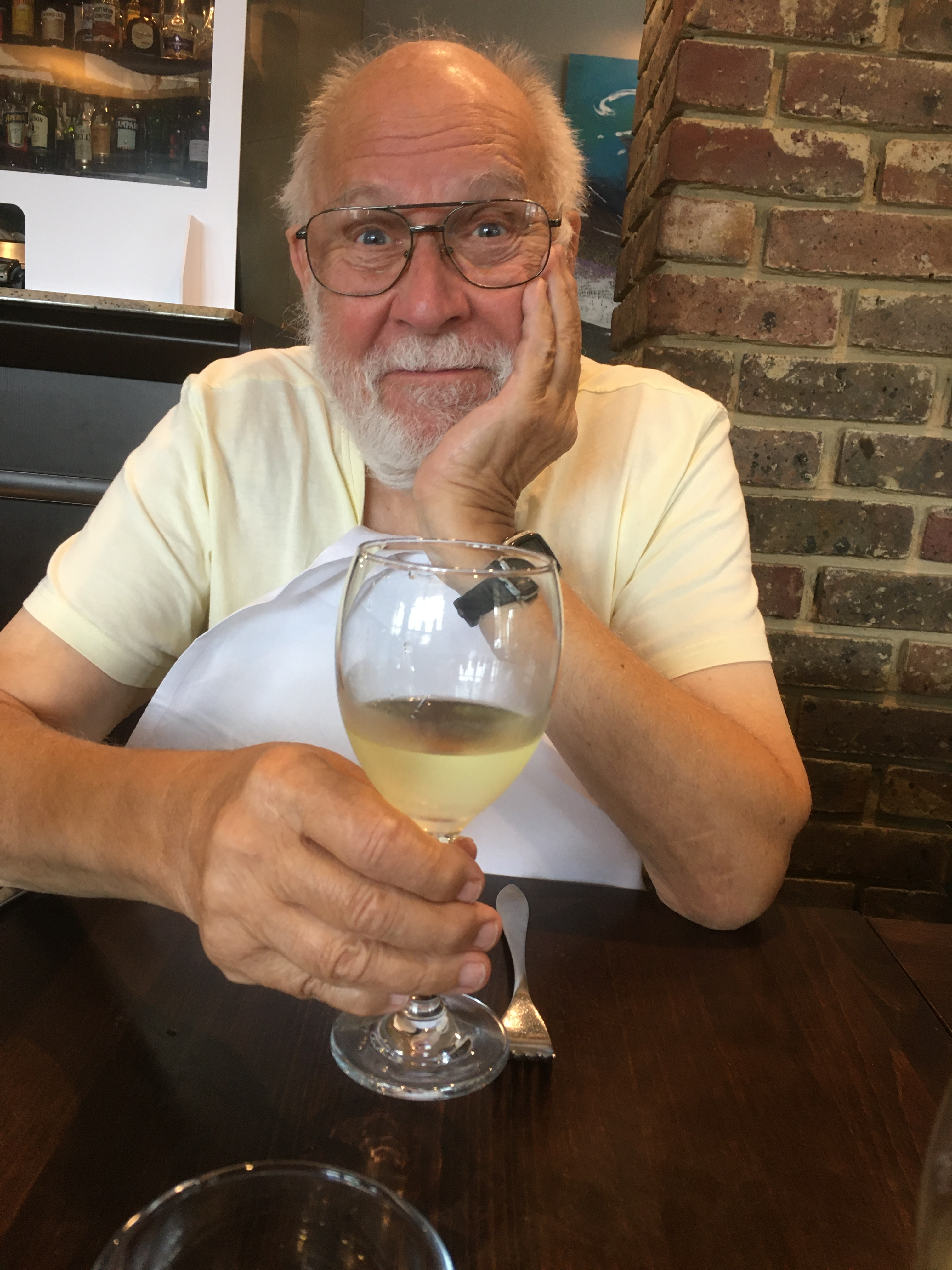
Ron Geesin

Ron Geesin (* 17. Dezember 1943 in Ayrshire) ist ein britischer Soundkünstler, Multiinstrumentalist und Designer. Am bekanntesten ist er für seine Mitarbeit am Pink-Floyd-Album Atom Heart Mother (1970).

## Karriere
Geesin begann 1962 mit dem Banjospiel. Das Banjo blieb auch sein Hauptinstrument. Daneben arbeitete er vor allem mit Loops, die er, mit für damalige Zeit ausgefeilter Schneidetechnik, aus alten Tapes gewann. Nach seinem Debütalbum A raise of eyebrows (1967) startete er sein eigenes Label Headscope, eines der ersten Ein-Mann-Labels überhaupt. Seine Musik beinhaltete witzige Samples und Instrumentenkombinationen und ist deswegen vor allem in der Psychedelischen Musik anzusiedeln.
1970 arbeitete Geesin mit seinem Golfpartner Roger Waters zusammen an einem Soundtrack für den Pop-Art-Film „The Body“, in dem es unter anderem um die Wachstumsgeschwindigkeit von Haaren ging. Dementsprechend handelte es sich bei dem Soundtrack der beiden um eine sehr psychedelische Mischung aus Körpergeräuschen, Banjo- und Celloklängen sowie Waters’ Akustikgitarre.
Zudem arbeitete Geesin mit Pink Floyd an der „Atom Heart Mother“-Suite, die 1970 auf dem gleichnamigen Album erschien.
Nach einigen weiteren Alben integrierte Geesin 1990 auf den Alben Funny Frown und Bluefuse modernere Technik, etwa Sampler in seine Arbeit, die aber weiterhin hauptsächlich aus gefundenen Sounds bestand.
Aufgrund seines Interesses an Videoinstallationen erstellte er gemeinsam mit Ian Breakwell in den 1990ern eine große Videoinstallation namens Auditorium.
Geesin ist Mitarbeiter an der Portsmouth University.

## Diskographie
- A Raise of Eyebrows (1967)
- Music from The Body (1970) (mit Roger Waters)
- As He Stands (1973)
- Patruns (1975)
- Electrosound (1979)
- Right Through (1979)
- Funny Frown (1991)
- Bluefuse (1993)